# Louis Cadot
Pour les articles homonymes, voir Cadot.
Louis Marie Ernest Cadot est un homme politique et avocat français né le 13 janvier 1841 à Péronne (Somme) et mort le 20 décembre 1921 à Étréchy (Seine-et-Oise, actuellement Essonne).

## Biographie

### Guerre de 1870
Le 2 janvier 1871, à Péronne, lors du bombardement de la ville par les Prussiens, en tant que chef de bataillon commandant la Garde nationale, il fait partie d’une délégation envoyée pour demander à l'ennemi de laisser sortir de la place les vieillards, les malades, les femmes et les enfants.
À la suite des accusations du général Faidherbe après la reddition de la ville, il  publie un ouvrage intitulé : La vérité sur le siège de Péronne, réponse au général Faidherbe par Louis Cadot, éditeur Récoupé (Paris) , 1872, 32 pages .

### Carrière politique
Sans antécédents politiques, Il devient maire de Péronne de février 1878 à juillet 1880 et de décembre 1883 à mai 1886.
Il est élu député de la Somme de 1879 à 1881, siégeant sur les bancs de la gauche modérée.

## Sources
- « Louis Cadot », dans Adolphe Robert et Gaston Cougny, Dictionnaire des parlementaires français, Edgar Bourloton, 1889-1891 [détail de l’édition]